# سسک گلوسفید بیابانی

سسک گلوسفید بیابانی یا سسک نقاب‌دار کوچک (نام علمی: Sylvia minula) نام یک گونه از سرده سسک‌های نمادین است.